# Monopis semivittata
Monopis semivittata är en fjärilsart som beskrevs av Edward Meyrick 1927. Monopis semivittata ingår i släktet Monopis och familjen äkta malar.
Artens utbredningsområde är Samoa. Inga underarter finns listade i Catalogue of Life.